# Шипка (город)
Ши́пка (болг. Шипка) — небольшой город в Болгарии, расположен у южного подножия Балканских гор, в 12 км от г. Казанлык. Город Шипка представляет собой южный вход в Шипкинский перевал.
Население города на 16 июня 2008 года — 1452 человека.

## История города
Фракийцы населяли это место ещё в 11-6 в. до н. э. В 6-2 в. до н. э. был рассвет фракийской культурой. С этого времени есть множество археологические останки (гробницы, оружия, доспехи, монеты) в окрестностях г. Шипка и Казанлык. В 1 в. до н. э. город был покорен римлянами.
Когда турки захватили Болгарию в 1396 г., они создали в г. Шипке гарнизон для охраны и контроля Шипкинского перевала.
В окрестностях Шипки и Шейново велись одни из самых кровопролитных боёв в русско-турецкой войне 1877—1878 г. (Оборона Шипки в войне за освобождение Болгарии от османского ига). Памяти павших посвящён Памятник свободы на горе Шипка (пик Столетова).
У города Шипка находится один из самых почитаемых памятников болгаро-русской дружбы — Храм-памятник Рождества Христова. Президент России Владимир Путин посетил его вместе с болгарским президентом Георгием Пырвановым 3 марта 2003 г.
Недалеко от города Шипка находится вершина Бузлуджа, где 20 июля 1891 г. состоялся учредительный конгресс Болгарской коммунистической партии.

## Политика
В местном кметстве Шипка, в состав которого входит Шипка, должность кмета (старосты) исполняет Стоян Иванов (коалиция партий: Болгарский демократический союз «Радикалы», Христианско-социальный союз) по результатам выборов правления кметства.
Кмет (мэр) общины Казанлык — Василка Панайотова (инициативный комитет) по результатам выборов в правление общины.